# A1 - Auto-estrada do Norte
L'Autoestrada A1 (autopista A1), més coneguda com a Autoestrada do Norte, és l'autopista més llarga de Portugal, amb 303 km de longitud. Uneix Lisboa, capital de Portugal, amb Oporto, la segona ciutat més gran Portugal, passant per Santarém, Leiria, Coïmbra i Aveiro.
L'A1 comença a Lisboa, al nus que connecta amb l'A36/CRIL i l'A12, que es dirigeix cap al Pont Vasco da Gama. A partir d'aquest, es desenvolupa per una zona amb una xarxa urbana formada per localitats com Alverca do Ribatejo, Vila Franca de Xira o Carregado. A partir d'A1, l'A1 entra en una zona principalment rural, passant a prop de poblacions de Coelho com Cartaxo i per les rodalies de Santarém. Posteriorment, a les rodalies de Torres Novas, l'A1 enllaça amb l'A23, que es dirigeix cap a Castelo Branco i a la frontera amb Espanya per Vilar Formoso, per la qual cosa aquest enllaç constitueix una important divisió del trànsit.
L'A1 forma part de l' E-01 i parcialment de l' E-80. Dins del Pla Rodoviário Nacional 2000, està identificada com a integrant de l'Itinerari Principal 1 fins al nus de Carvalhos, de l' Itinerari Complementari 2 a partir d'aquest i de l'Itinerari Complementari 1, a partir del nus de l' A29.
La concessionària d'aquesta autopista és Brisa i està en règim de peatge físic.

## Història
El primer tram d'aquesta autopista es remunta al 1961, quan es va inaugurar el tram Lisboa - Vila Franca de Xira, que desdoblava la llavors nova N1. Dos anys després, el 1963, es va inaugurar el ramal nord actual de l'autopista, el tram entre Oporto i Carvalhos. Durant diversos anys, la comunicació per autopista entre Lisboa i Oporto es va resumir en aquests dos petits trams. Tanmateix, la realitat d'una autopista que unís les dues ciutats més importants del país va començar a fer-se realitat el 1982, quan va ser obert al trànsit el tram Condeixa-a-Nova - Mealhada, que va retirar el trànsit del centre de Coïmbra, per on passava la N1. A partir d'aquí, va anar obrint-se al trànsit altres trams fins que el 1991, l'A1 va ser finalitzada, amb l'obertura de l'últim tram, de 87,4 km, entre Torres Noves i Condeixa-a-Nova.